# Leon Russell
Leon Russell (Lawton, Oklahoma, Estats Units, 2 d'abril 1942 – Nashville, Tennessee, 13 de novembre de 2016), de nom real Claude Russell Bridges, fou un cantant, cantautor, compositor, pianista i guitarrista estatunidenc. Al llarg de la seva carrera artística treballà al costat d'artistes com Jerry Lee Lewis, Phil Spector i els Rolling Stones. La seva carrera en solitari abastà els gèneres rock, blues i gospel.
Russell va començar la seva carrera artística als 14 anys quan va pujar a l'escenari al costat de Ronnie Hawkins i Jerry Lee Lewis a Tulsa, Oklahoma. Dos anys més tard va estudiar guitarra a Los Angeles de la mà de James Burton i va tocar, entre d'altres, amb en Glen Campbell.
Com a membre del grup d'estudi de Phil Spector va tenir un paper important en molts èxits dels anys 1960, entre ells Byrds, Gary Lewis & the Playboys o Herb Alpert. El 1967 va crear el seu propi estudi on produiria el seu primer àlbum com a solista:Look Inside the Asylum Choir. Va compondre per Joe Cocker l'èxit Delta Lady (1969) i va organitzar la seva gira musical Mad Dogs & Englishman. Poc després es va publicar el seu segon àlbum en solitari, Leon Russell, amb l'èxit A Song for You, que va ser versionat, entre d'altres, per Ray Charles, Simply Red i Michael Bublé (al costat de Chris Botti).
El 1971 va participar en el concert organitzat per George Harrison anomenat The Concert for Bangladesh. Prèviament havia fet gravacions al costat de B. B. King, Eric Clapton i Bob Dylan. El seu àlbum en solitari, Carny, va aconseguir el segon lloc en les llistes nord-americanes.
El 1975 es va casar amb Mary McCreary, que havia participat en el grup de cant "Little Sister" en Sly & the Family Stone. Junts van treballar en diversos àlbums. Igualment, des de 1979 Russell va treballar en diversos projectes al costat de Willie Nelson.
El novembre de 2009 Russell va compondre, al costat d'Elton John i Bernie Taupin, cançons per a l'àlbum "The Union", que van publicar John i Russell el 22 d'octubre de 2010 i va aconseguir el tercer lloc en les llistes nord-americanes d'àlbums.

## Selecció de la seva discografia
- Leon Russell, 1970
- Leon Russell and the Shelter People, 1971
- Carney, 1972
- Leon Live, 1973
- Hank Wilson's Back, 1973
- Looking Back, 1973
- Stop All That Jazz, 1974
- Will O' the Wisp, 1975
- Americana, 1978
- Life and Love, 1979
- One for the Road, 1979 (amb Willie Nelson)
- The Live Album, 1981 (amb New Grass Revival)
- Hank Wilson, Vol. 2, 1984
- Solid State, 1984
- Anything Can Happen, 1992
- Crazy Love, 1992
- Hank Wilson, Vol. 3: Legend in My Time, 1998
- Face in the Crowd, 1999
- Blues: Same Old Song, 1999
- Live at Gilley's, 2000
- Guitar Blues, 2001
- Signature Songs, 2001
- Rhythm & Bluegrass: Hank Wilson, Vol. 4, 2001 (amb New Grass Revival)
- Moonlight & Love Songs, 2002 (amb Nashville Symphony Orchestra)
- In Your Dreams, 2003
- Bad Country, 2003
- Almost Piano, 2003
- A Mighty Flood, 2006
- Angel in Disguise, 2006
- The Union, 2010 juntament amb Elton John

amb Midnight String Quartet
- Rhapsodies for Young Lovers, 1966

amb Marc Benno (Asylum Choir)
- Look Inside the Asylum Choir, 1968
- Asylum Choir II, 1971

amb Joe Cocker
- Mad Dogs & Englishmen, 1970

amb Mary Russell
- Wedding Album, 1976
- Make Love to the Music, 1977